# (1604) Tombaugh
(1604) Tombaugh – planetoida z pasa głównego asteroid okrążająca Słońce w ciągu 5 lat i 96 dni w średniej odległości 3,02 au. Została odkryta 24 marca 1931 roku w Lowell Observatory. Nazwa planetoidy została nadana na cześć Clyda Tombaugha, odkrywcy planety karłowatej (134340) Pluton. Przed nadaniem nazwy planetoida nosiła oznaczenie tymczasowe (1604) 1931 FH.